# František Buttula

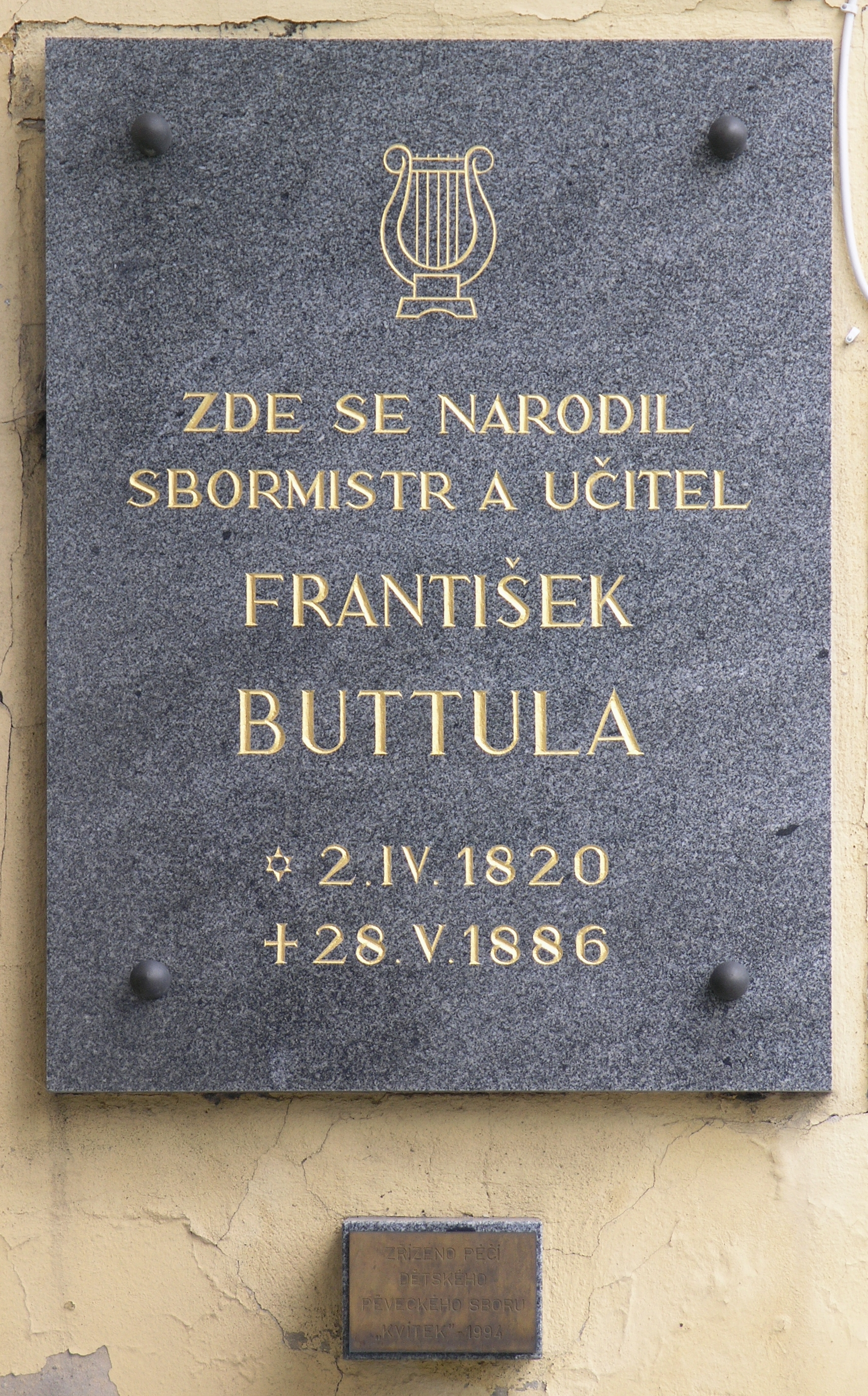
Pamětní deska na Buttulově rodném domě

František Buttula (2. dubna 1820, Chotěboř – 28. května 1886 Chotěboř) byl český violoncellista a hudební pedagog.

## Život
František Buttula se narodil 2. dubna 1820 v domě č.p. 194 v Chotěboři. V roce 1833 začal studovat na gymnáziu v Německém Brodě (dnešní Havlíčkův Brod). Jeho spolužáky na gymnáziu byli Karel Havlíček Borovský a Bedřich Smetana (1824–1884). S Bedřichem Smetanou navázal Buttula přátelství a společně s dalšími spolužáky Vilémem Vlčkem a Františkem Kostkou založili smyčcové kvarteto. František Buttula hrával v kvartetu na violoncello, dochovaly se však také informace o tom, že v některých obdobích zastával místo prvního houslisty a druhé housle hrál Smetana (Buttulovo violoncello je uloženo v depozitáři Muzea Bedřicha Smetany v Praze). V kvartetu hráli Smetanovy první skladby a Buttulovy úpravy lidových písní s různými variacemi, které uměl pro kvarteto výborně zpracovávat. Smetana viděl ve svém o čtyři roky starším spolužákovi velký vzor, obdivoval jeho hru na violoncello a znalost mnoha skladeb. Při pravidelných setkáních od něho získal cenné poznatky z oblasti odborné hudební teorie.
V roce 1838 začal Buttula studovat na Filozofické fakultě Univerzity Karlovy v Praze a ve volném čase vyučoval ve svém bytě v Platnéřské ulici hudbu. O rok později zahájil Bedřich Smetana svá studia na pražském Akademickém gymnáziu a do Prahy přišli také jeho dřívější spolužáci z Německého Brodu Vilém Vlček a František Kostka. Téměř denně se pak scházeli v Buttulově bytě a opět hráli smyčcové kvartety, často až do nočních hodin. Buttula pro ně rozepisoval kvartetní úpravy nejrůznějších skladeb, které slýchali na orchestrálních koncertech a které si Smetana pamatoval. Úpravy svěřil právě Buttulovi, který je uměl lépe zpracovávat (částečně se dochovaly např. upravené melodie z Mozartovy opery Don Giovanni).
V roce 1840 přesídlil František Buttula do Vídně, kde setrval do roku 1850. Během tohoto období soukromě vyučoval klavírní hru a hudební teorii a po dobu tří let studoval na právnické a filozofické fakultě Vídeňské univerzity, vstoupil také do státní služby jako úředník císařsko-královské důchodové správy.
V roce 1850 se vrátil do Prahy. Po následujících pěti letech, kdy pracoval z finančních důvodů jako výpravčí, později účetní u státních drah, se rozhodl definitivně pro dráhu hudebníka a pedagoga. V roce 1855 absolvoval v Hradci Králové s vynikajícím výsledkem výsledkem učitelský kurz pro výuku na obecné škole a dále zkoušku z hudební teorie a kompozice za účasti tehdejších významných znalců a v témže roce se vrátil do svého rodného města. Nejprve působil jako učitel hudby na chotěbořském zámku v rodině hraběte Jana Josefa Dobřenského z Dobřenic a v roce 1860 nastoupil na místní obecnou školu (dnes nese název ZŠ Buttulova a druhá místní základní škola je pojmenována po Bedřichu Smetanovi pro připomenutí jejich přátelství). V září 1869 byl jmenován ředitelem kůru v chotěbořském kostele sv. Jakuba Většího, kde také pravidelně vystupoval na varhanních koncertech. Jako skladatel se věnoval převážně sborové tvorbě a dále hudbě pro klavír s ohledem na svoji pedagogickou činnost. V roce 1862 založil v Chotěboři Pěvecký sbor DOUBRAVAN, se kterým dosáhl vynikající úrovně. Dne 13. září 1862 proběhlo slavnostní svěcení spolkového praporu, na které se dostavili např. František Palacký, František Ladislav Rieger či Zdeňka Havlíčková. Bedřich Smetana omluvil dopisem svoji neúčast a zaslal sboru Doubravan skladbu s věnováním, pro tento účel zkomponovanou. Významným datem byl 16. květen 1868, kdy Doubravan se svým sbormistrem účinkoval v Praze při slavnostním položení základního kamene Národního divadla v Praze. Sbor pak vystoupil v Praze ještě několikrát a velkou popularitu si získal i v jiných městech. Pravidelným hostem jeho chotěbořských koncertů býval František Palacký. V roce 1869 založil František Buttula také ženský pěvecký sbor VLASTA, se kterým koncertoval v Chotěboři a kterému věnoval několik svých skladeb. Oba sbory vedl až do své smrti v roce 1886. Ženský sbor VLASTA v roce 1894 úředně zanikl a jeho členky se připojily ke sboru Doubravan, který se tak přeměnil ve sbor smíšený. Postupem času pak prošel celou řadou různých změn, funguje však dodnes a je nejstarším doposud činným spolkem v Chotěboři. Pravidelně se účastní různých festivalů po celé ČR i v zahraničí a spolupracuje s profesionálními orchestry, sbory a sólisty.
František Buttula se věnoval také skladatelské činnosti, která většinou souvisela s jeho prací sbormistrovskou a pedagogickou. Skutečný rozsah jeho hudební tvorby však dnes není znám. Řada jeho prací se pod vlivem nejrůznějších historických okolností bohužel nedochovala. V roce 1855 napsal v rámci své úspěšné zkoušky z učitelství, kompozice a hudební teorie několik skladeb pro pluk hraběte Schlicka, které dosáhly mimořádného ohlasu. Dále je známo, že se sborem Doubravan často uváděl své dílo „Zpomoz nám“, jeho opusem byla rovněž sborová „Velikonoční píseň“ (část jejího partu se nachází v Městském muzeu v Chotěboři). V roce 1870 zkomponoval tříhlasou sborovou „Polku“, která nese podtitul „blahorodé slečně Marii Ningrové, předsedkyni ženského zpěváckého spolku Vlasta v Chotěboři“ a zhudebňuje báseň Františka Slámy, chotěbořského rodáka a slezského buditele. Z Buttulovy tvorby pro klavír uveďme sbírku „Domácí hudba“. Buttula patřil stejně jako Smetana k té generaci hudebníků, která se snažila vyjádřit svůj obdiv k rodné zemi komponováním typické národní hudby. Proto jsou jeho skladby charakteristické častým využíváním lidových motivů, jejichž rytmus a melodiku však velmi nápaditě zpracovává. Pro své žáky také napsal zdařilé úpravy nejrůznějších orchestrálních skladeb či operních melodií.
František Buttula udržoval pravděpodobně po celý život kontakt s Bedřichem Smetanou, dochoval se např. gratulační dopis, který Smetanovi poslal v roce 1884 k jeho šedesátým narozeninám. František Buttula zemřel 28. května 1886 v domě čp. 179 ve Sladovnické ulici v Chotěboři.